# Objet et image (optique)
Pour les articles homonymes, voir Objet et Image (homonymie).

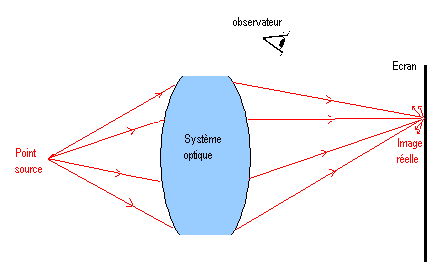
Objet réel et image réelle recueillie sur un écran.

Objet réel et image virtuelle visible par l'œil d'un observateur placé dans le faisceau.

En optique géométrique, l'objet est souvent le sujet principal : une source lumineuse, un trou percé dans un écran et éclairé par derrière, une diapositive éclairée, une préparation sur lamelle pour mettre sur la platine d'un microscope, un astre, une scène à photographier, etc. ; il peut s'agir de n'importe quel dispositif capable d'émettre ou de diffuser de la lumière : il s'agit alors d'objets réels. Cependant, les systèmes optiques constitués de plusieurs éléments (lentilles ou miroirs) forment successivement des images qui deviennent des objets pour l'élément suivant ; dans certains cas, comme celui du téléobjectif, se forment des objets virtuels.
La formation d'une image nécessite l'utilisation d'un instrument d'optique. Elle peut être observée directement – il s'agit alors d'une image virtuelle – avec un instrument d'observation tel qu'une loupe, un microscope optique ou d'un télescope, ou peut se former sur un écran ou une surface photosensible – il s'agit alors d'une image réelle – avec un instrument de projection, communément appelé objectif, comme dans le cas de la projection ou de la photographie.

## Définitions

### Objet et image
Pour un système optique donné, un point objet est le point d'intersection des rayons incidents. Si le système optique est considéré comme stigmatique, les rayons issus d'un point objet et traversant le système optique convergent tous vers le point image ou divergent tous en provenance du point image : une image ponctuelle est le point d'intersection des rayons qui émergent du système optique. Point objet et point image sont les conjugués l'un de l'autre par le système optique.
Un objet ou une image étendus sont un ensemble continu de points objet ou image, ce qui convient mieux à l'étude pratique. Pour un système optique aplanétique, si l'objet est situé dans un plan perpendiculaire à l'axe optique, l'image se forme elle aussi dans un plan perpendiculaire à l'axe optique.  

### Réel et virtuel

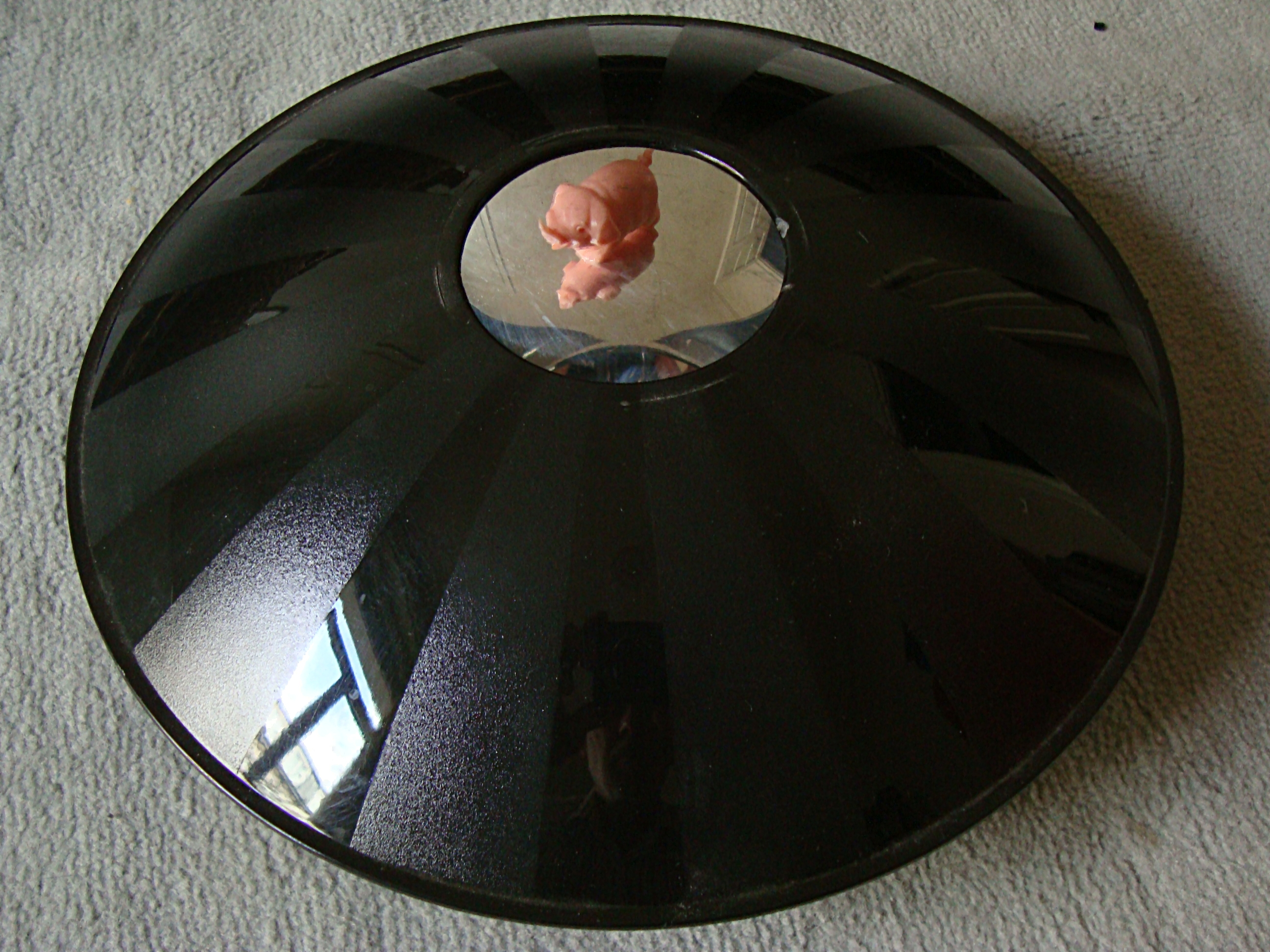
Mirascope formé par deux miroirs paraboliques opposés permettant d'observer une image réelle.

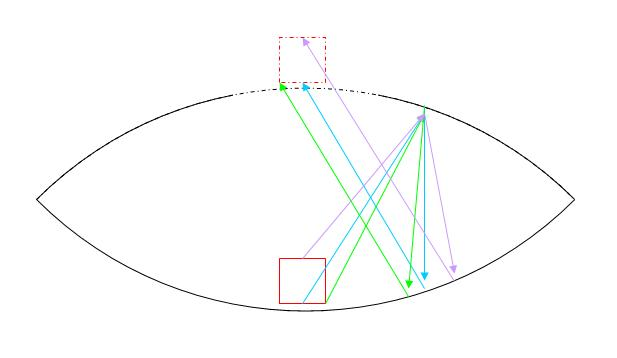
Tracé des rayons correspondant à l'image précédente.

Un point objet ou une image sont réels si tous les rayons au point d'intersection sont réels. En revanche, si au moins un rayon est virtuel, alors l'objet ou l'image sont virtuels.
- A est un objet réel s'il est avant le système optique sur lequel il envoie un faisceau divergent. C'est le cas des objets que l'on souhaite observer ou photographier.
- A est un objet virtuel si les rayons convergents rencontrent le système optique avant de se couper en A. Ce cas se présente sous la forme d'un objet intermédiaire, image de l'élément précédent, dans de multiples instruments d'optiques tels que le téléobjectif ou la lunette de Galilée.
- A' est l'image réelle de A si les rayons sortent du système optique  en faisceau convergent de sommet A'. C'est le cas des instruments d'optique objectifs ou instruments de projection.
- A' est l'image virtuelle de A si les rayons sortent du système optique en faisceau divergent de sommet A'. C'est le cas des instruments d'optique subjectifs ou instruments visuels.

Une image réelle se forme après la face de sortie d'un instrument d'optique (dans le sens de parcours de la lumière). Si un écran est placé au lieu où se forme l'image, elle devient alors généralement visible. Les images réelles peuvent être produites par des lentilles convergentes ou des miroirs concaves. La présence d'un écran n'est pas toujours nécessaire pour percevoir une image réelle : il est possible d'observer une image réelle, mais cet exercice est inconfortable du fait de la proximité de l'objet – l'image se forme alors après la face de sortie de l'instrument d'optique – qui impose une forte accommodation de l'œil. Un exemple en est fourni par le mirascope (illustrations ci-dessous) constitué de deux miroirs paraboliques face à face, celui du dessus étant percé d'une ouverture en son centre. Dans ce dispositif, l'image réelle d'un objet placé au centre du miroir du dessous apparaîtra juste au-dessus de l'ouverture du miroir du dessus.
Une image virtuelle se forme avant la face de sortie d'un instrument d'optique (dans le sens de parcours de la lumière) et ne peut donc pas être visualisée sur un écran. L'exemple le plus commun est celui du miroir plan où l'image d'un objet est située derrière le miroir, à une distance égale à celle qui sépare l'objet du miroir. C'est également le cas pour une lentille mince utilisée  comme loupe, qui permet d'obtenir une image agrandie de l'objet observé à travers la lentille. Un écran derrière la loupe, ne permet pas d'obtenir une image. En revanche si l'objet est éloigné de la lentille, le même système donnera une image réelle et renversée, projetable sur un écran (plaque ou pellicule de l'appareil photographique). Les oculaires, les lunettes d'approche se comportent comme des loupes sur l'image réelle donnée par un objectif et sont capables d'en créer une image virtuelle – qui sera perçue grandie – en se plaçant très près de cette image réelle. L'oculaire convexe simple dit de Kepler, l'oculaire concave divergent dit de Galilée, les doublets convexes donnent tous une image virtuelle.

## Construction d'une image
Pour les systèmes optiques les plus simples et considérés stigmatiques, la construction de l'image d'un objet se fait à l'aide des rayons particuliers. Deux rayons suffisent pour trouver le point d'intersection des rayons émergents.

Exemples de constructions
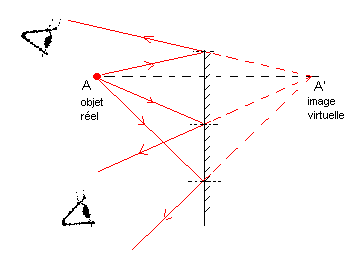
Miroir plan
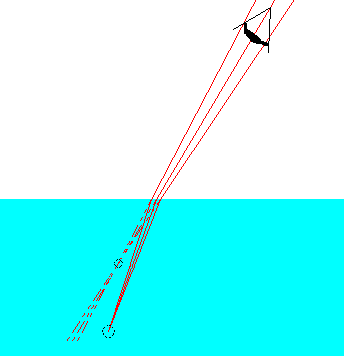
Dioptre plan
Lentille mince
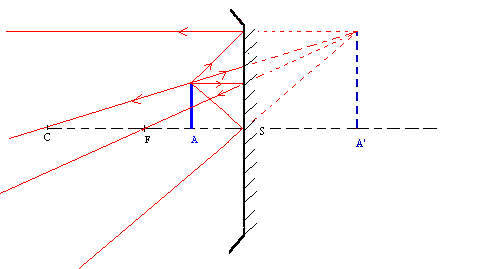
Miroir sphérique
Doublet

### Image à travers un miroir plan
Le miroir plan est rigoureusement stigmatique. L'image formée est virtuelle et symétrique de l'objet par rapport au plan du miroir.

### Image à travers un dioptre plan
L'ensemble des rayons issus du point source sont réfractés par le dioptre plan et ne divergent pas en provenance d'un point unique. Si l'image formée est une tache de suffisamment petite dimension pour que l'œil l'assimile à un point, l'image est tout de même perçue nette, on parle alors de stigmatisme approché. 

### Images données par des lentilles
Dans le modèle des lentilles minces et dans le cadre de l'approximation de Gauss, on considère qu'il y a stigmatisme approché. Ainsi, un point objet émet de la lumière qui, interceptée par une lentille convergente, converge vers un point image. C'est en ce point qu'il faut éventuellement placer un écran pour y voir l'image.